# Citayam
Citayam is een bestuurslaag in het regentschap Bogor van de provincie West-Java, Indonesië. Citayam telt 10.290 inwoners (volkstelling 2010).